# Liste der Naturdenkmale in Bischofsheim (Mainspitze)
Die Liste der Naturdenkmale in Bischofsheim (Mainspitze) nennt die im Gebiet der Gemeinde Bischofsheim im Landkreis Groß-Gerau in Hessen gelegenen Naturdenkmale.
| Bild            | Bezeichnung                  | Ortsteil, Lage                                         | Beschreibung | Art   | Nr. |
| --------------- | ---------------------------- | ------------------------------------------------------ | ------------ | ----- | --- |
| Fotos hochladen | 2 Linden am Bahnhofsvorplatz | Gabelsberger Straße 14 49° 59′ 32,9″ N, 8° 21′ 27,1″ O |              | Linde | 057 |

## Ehemalige Naturdenkmale
| Bild | Bezeichnung           | Ortsteil, Lage                                | Beschreibung              | Art   | Nr. |
| ---- | --------------------- | --------------------------------------------- | ------------------------- | ----- | --- |
| BW   | 1 Linde „An der Bahn“ | An der Bahn 9 49° 59′ 30,1″ N, 8° 21′ 34,9″ O | Im Dezember 2015 gefällt. | Linde | 058 |

## Belege
1. ↑  Naturdenkmale im Kreis Groß-Gerau. (pdf; 39 kB) Der Kreis Groß-Gerau, 15. Januar 2014, archiviert vom Original (nicht mehr online verfügbar) am 15. Februar 2016; abgerufen am 24. Januar 2016.
2. ↑  
Naturdenkmale im Kreis Groß-Gerau. (pdf; 851 kB) (Karte). Der Kreis Groß-Gerau, 15. Januar 2014, archiviert vom Original (nicht mehr online verfügbar) am 15. Februar 2016; abgerufen am 24. Januar 2016.
3. ↑  
Empörung über Rodung am Bahnhof. Rüsselsheimer Echo, 29. Dezember 2015, abgerufen am 6. Februar 2016.

- Karte mit allen Koordinaten:
- OSM |
- WikiMap